# Garden (globeの曲)
「garden」（ガーデン）は、globeの22枚目のシングル。2001年3月28日にavex globeから発売された。

## 解説
アルバム『outernet』と同時発売。このシングル以降、globeはトランス路線へ移行する。
『outernet』の1〜3曲目が、インストゥルメンタルとして曲順そのまま2〜4曲目に収録されている。アルバムバージョンの収録であるため、同一曲であるにもかかわらず1曲目と3曲目の収録時間は異なる。

## 収録曲
| 全作曲・編曲: 小室哲哉。 |                                 |             |            |      |
| #                        | タイトル                        | 作詞        | 作曲・編曲 | 時間 |
| 1.                       | 「garden」                      | MARC・KEIKO | 小室哲哉   | 6:14 |
| 2.                       | 「outernet (Instrumental)」     |             | 小室哲哉   | 7:44 |
| 3.                       | 「garden (Instrumental)」       |             | 小室哲哉   | 8:49 |
| 4.                       | 「angel's song (Instrumental)」 |             | 小室哲哉   | 7:19 |
| 合計時間:                | 合計時間:                       | 合計時間:   | 30:06      |      |

## クレジット
- Produced : 小室哲哉, globe
- Co-Produced : ROJAM.COM
- Mixed : Eddie Delena
- Mastered : 前田康二

## 収録アルバム
garden
- outernet（アルバムバージョン）
- globe decade -single history 1995-2004-